# Лина (порноактриса)
Лина, или Лина Ла Бьянка (англ. Leena La Bianca, род. 5 января 1963 г., Денвер, США) — сценическое имя бывшей американской порноактрисы. Лауреатка премий AVN Awards, XRCO Award и ряда других.

## Ранняя жизнь
Выросла в Денвере, штат Колорадо. Первоначально снималась в любительской порнографии. Затем переехала в Калифорнию и полностью посвятила себя съемкам в фильмах для взрослых. Профессиональный дебют — фильм с одноимённым названием Leena (1992 г.).

## Карьера
Появилась в телесериале Шерман Оукса Showtime (1995 г.) и софткор-фильмах категории B, таких как Other Men’s Wives (1996) и Femalien (1996). Также выступала в театре — в пьесе Sweet Hostage в 1996 г., в пьесах The Actors' Gang play, Steeltown в 1998 г
.

## Награды
- 1994 AVN Award — Лучшая актриса, видео (Blinded by Love)[7]
- 1994 XRCO Award — Лучшая актриса, сольное исполнение (Blinded by Love)[8]
- 1995 AVN Award — Лучшая групповая секс-сцена, видео (Pussyman 5)[7]
- 1995 XRCO Award — Исполнительница года[8]
- 1995 FOXE Award — Выбор фанатов[9]
- 2009 — Включена в зал славы XRCO[10]